# Championnats d'Amérique du Nord de patinage artistique 1955
Navigation
Édition précédente Édition suivante
Les 16e championnats d'Amérique du Nord de patinage artistique ont lieu les 15 et 16 mars 1955 à l'Exhibition Stadium de Regina dans la province de la Saskatchewan au Canada.
Quatre épreuves y sont organisées: messieurs, dames, couples artistiques et danse sur glace.

## Podiums
| Épreuves                            | Or                            | Argent                            | Bronze                        |
| ----------------------------------- | ----------------------------- | --------------------------------- | ----------------------------- |
| Messieurs résultats détaillés       | Hayes Alan Jenkins            | David Jenkins                     | Charles Snelling              |
| Dames résultats détaillés           | Tenley Albright               | Carol Heiss                       | Patricia Firth                |
| Couples résultats détaillés         | Frances Dafoe / Norris Bowden | Carole Ann Ormaca / Robin Greiner | Barbara Wagner / Robert Paul  |
| Danse sur glace résultats détaillés | Carmel Bodel / Edward Bodel   | Joan Zamboni / Roland Junso       | Virginia Hoyns / William Kipp |

## Tableau des médailles
| Rang  | Nation     | Or | Argent | Bronze | Total |
| ----- | ---------- | -- | ------ | ------ | ----- |
| 1     | États-Unis | 3  | 4      | 2      | 9     |
| 2     | Canada     | 1  | 0      | 2      | 3     |
| Total | Total      | 4  | 4      | 4      | 12    |

## Détails des compétitions

### Messieurs
| Rang    | Nom                | Pays       |
| ------- | ------------------ | ---------- |
| 1       | Hayes Alan Jenkins | États-Unis |
| 2       | David Jenkins      | États-Unis |
| 3       | Charles Snelling   | Canada     |
| 4       | Hugh Graham        | États-Unis |
| Forfait | Ronald Robertson   | États-Unis |

### Dames
| Rang    | Nom               | Pays       |
| ------- | ----------------- | ---------- |
| 1       | Tenley Albright   | États-Unis |
| 2       | Carol Heiss       | États-Unis |
| 3       | Patricia Firth    | États-Unis |
| 4       | Carole Jane Pachl | Canada     |
| Forfait | Ann Johnston      | Canada     |
| Forfait | Sonja Currie      | Canada     |

### Couples
| Rang | Nom                               | Pays       |
| ---- | --------------------------------- | ---------- |
| 1    | Frances Dafoe / Norris Bowden     | Canada     |
| 2    | Carole Ann Ormaca / Robin Greiner | États-Unis |
| 3    | Barbara Wagner / Robert Paul      | Canada     |
| 4    | Lucille Ash / Sully Kothmann      | États-Unis |
| 5    | Audrey Downie / Brian Power       | Canada     |

### Danse sur glace
| Rang    | Nom                                 | Pays       |
| ------- | ----------------------------------- | ---------- |
| 1       | Carmel Bodel / Edward Bodel         | États-Unis |
| 2       | Joan Zamboni / Roland Junso         | États-Unis |
| 3       | Virginia Hoyns / William Kipp       | États-Unis |
| 4       | Lindis Johnston / Jeffrey Johnston  | Canada     |
| 5       | Geraldine Fenton / Gordon Crossland | Canada     |
| Forfait | Phyllis Forney / Martin Forney      | États-Unis |